# Poggio Bracciolini
(Gianfrancesco) Poggio Bracciolini (Terranuova Bracciolini, 11 februari 1380 – Florence, 30 oktober 1459) was een Italiaans geleerde, schrijver en humanist. Hij was secretaris van zeven pausen en voerde een beroemd dispuut met Lorenzo Valla over het toepassen van de humanistische methode op religieuze teksten.
Bracciolini herontdekte een groot aantal klassieke Latijnse teksten, die min of meer vergeten in Duitse, Zwitserse en Franse kloosterbibliotheken stonden. Zijn vondst van een complete Vitruvius (1414) transformeerde de architectuurwereld. Intellectueel nog ingrijpender was het opduikelen van Lucretius' De rerum natura (1417). Bracciolini verspreidde kopieën van deze manuscripten in het Italië van zijn tijd. 

## Invloed op lettertypes
Ook verzamelde Bracciolini antieke inscripties, die hij samengebundeld publiceerde. Dankzij deze inscripties konden humanisten als Bracciolini zelf gemakkelijker antieke monumenten identificeren en dateren. Ook hielpen ze wetenschappers om Latijnse woorden volgens de spelling van de Oudheid te spellen. Bracciolini zelf raakte dermate geïnspireerd door inscripties uit de tijd van Augustus dat hij een nieuw majuskelschrift, de littera antiqua, ontwikkelde. Dit had veel doorwerking. Door de uitvinding van de drukpers raakte dit 'lettertype' net als andere op epigrafie gebaseerde letters al snel bekend. Drukkers in heel Europa imiteerden in de decennia nadien in navolging van Bracciolini antieke letters en gebruikten deze bij de uitgaven van antieke teksten. Deze lettertypes werden tezamen bekend als romein. Beroemd werd onder meer een uitgave van Eusebius' De praeparatione evangelica uit 1470 van Nicolas Jenson, met letters die duidelijk van antieke inscripties afgeleid waren. Bracciolini's streven naar een moderne lettervorm gebaseerd op de Oudheid leidde uiteindelijk via navolgers tot veel gebruikte lettertypes als Garamond, Baskerville en Times New Roman.  

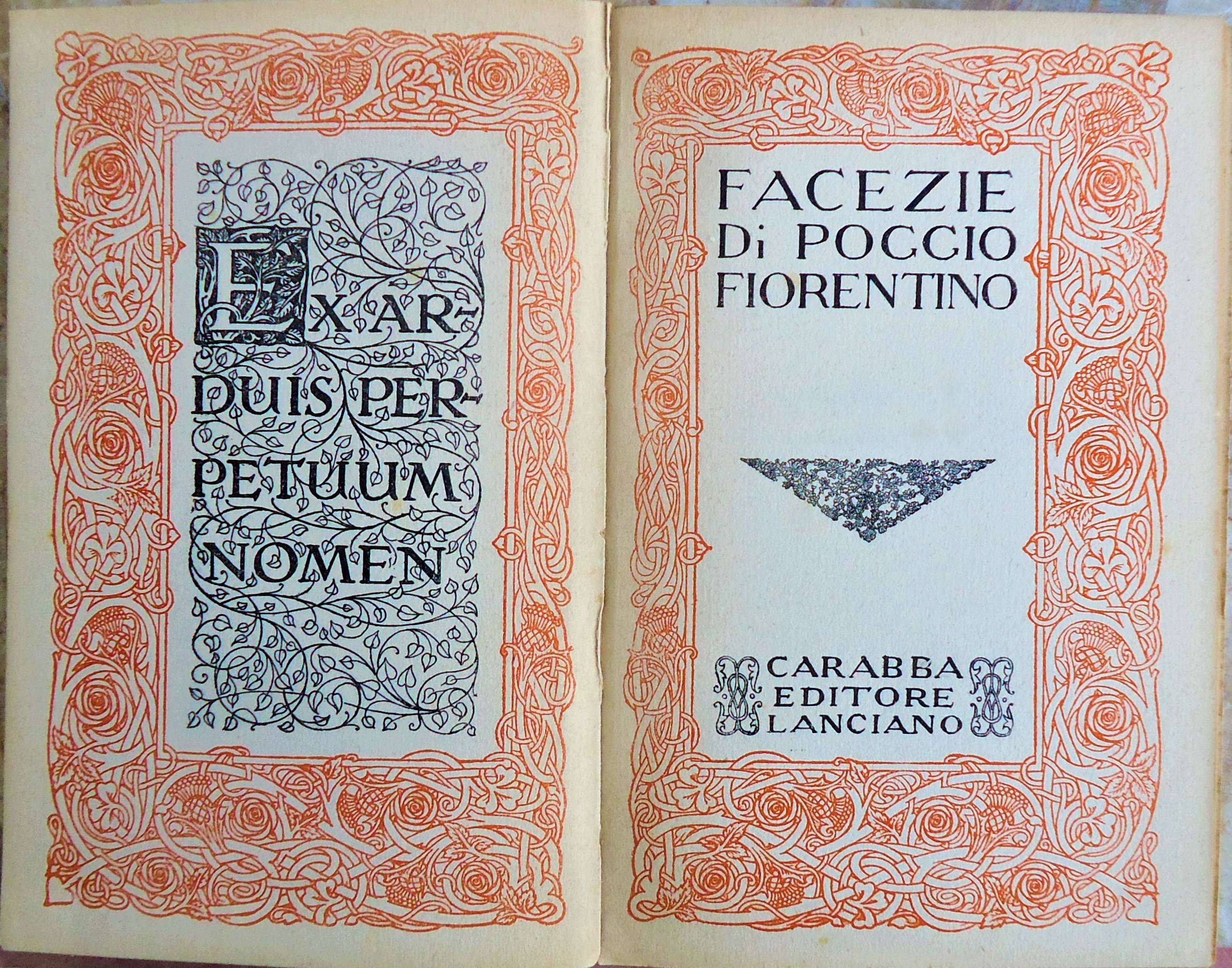
Poggio Bracciolini Fiorentino, Facezie, Carabba, 1911

## Publicaties
- De avaritia, 1428-29
- Sylloge, 1430
- An seni sit uxor ducenda, 1436
- De infelicitate principum, 1440
- De nobilitate, 1440
- De varietate fortunae, 1447
- Contra hypocritas, 1448
- Historia disceptativa convivialis, 3 dln., 1450
- De miseria humanae conditionis, 1455
- Liber facetiarum, 1470

## In Nederlandse vertaling
Een selectie uit de postuum verschenen grappenverzameling, die Bracciolini schreef in de periode 1438-52, is overgezet in het Nederlands:
- Het pauselijk leugenpaleis. Amusante anekdoten uit de 15e eeuw, vert. Patrick De Rynck, 2003, ISBN 9789076895772 (tweetalige editie)